# Insula Richards

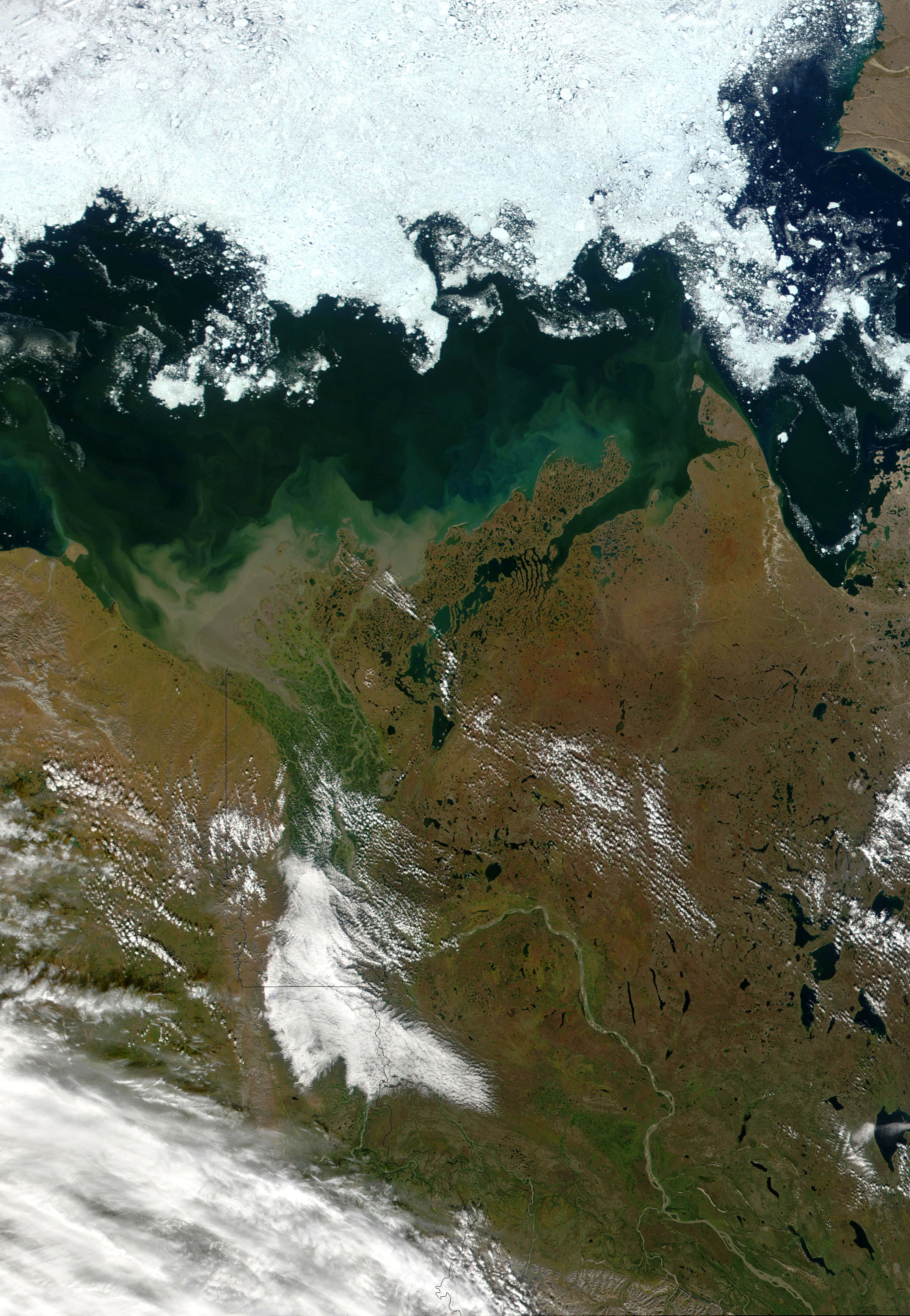
Delta fluviului Mackenzie văzută din satelit, cu insula Richards în centrul imaginii

Insula Richards este o insulă nelocuită din Arhipelagul Arctic Canadian, în delta fluviului Mackenzie din Teritoriile de Nordvest, Canada. Cu o suprafață de 2.165  km2 este a 194-a din lume ca mărime și a 35-a din Canada. Ea este mărginită de brațul principal al fluviului Mackenzie la est, de canalul Reindeer (un braț secundar al fluviului Mackenzie) la vest și de Marea Beaufort la nord.
Insula, cu o lungime de 80 km și o lățime de 40 km este foarte joasă și este brăzdată de numeroase canale și lacuri.
O parte din insulă este inclusă în Zona Aviană Importantă (Important Bird Area) a deltei fluviului Mackenzie, iar pe insulă există și o populație semnificativă de urși grizzly
Începând de la mijlocul anilor 1960, pe insulă s-au efectuat numeroase cercetări și au fost identificate zăcăminte importante de petrol și gaze naturale. În acest context este prevăzută punerea în funcțiune a unor conducte care să transporte petrolul și respectiv gazele naturale din zona deltei fluviului Mackenzie spre sud, existând însă numeroase obiecții din partea organizațiilor de protecție a mediului.